# Sarah Aaronsohn
Sarah Aaronsohn, judovska vohunka, * 1890, Zikhron Ya'aqov, Izrael, † 9. oktober 1917, Zikhron Ya'aqov.
Aaronsohnova je bila članica Nili, mreže judovskih vohunov, ki so v prvi svetovni vojni delali za Britance. Njen brat je bil ugledni botanik Aaron Aaronsohn. Nekateri ji pravijo »junakinja organizacije Nili«.
Sarah se je rodila in umrla v Zikhron Ya'aqovu, v Palestini, ki je bila v tistem času provinca Osmanskega cesarstva. Kratko je živela v Istanbulu, in sicer do leta 1915, ko se je decembra vrnila domov v Zikhron Ya'aqov, da bi ubežala nesrečnemu zakonu.
Na poti iz Istanbula v Hajfo je bila priča genocidu nad Armenci. V svojih pričevanjih govori o stotinah trupel – moških, ženskah in otrocih, o bolnih Armencih, ki so jih strpali na vlake, in o pokolu 5000 Armencev. Nagrmadili so jih na piramido, obdano s trni, in jo nato prižgali. Odtlej je ob vsaki omembi Armencev dobila napad histerije. Haim Herzog poroča, da se je po tem genocidu, ki so ga Osmani zagrešili nad Armenci v Anatoliji, Sarah Aarohnsohn odločila pomagati Britancem. 
Sarah, njena brata Aaron in Alex ter njihov prijatelj Avshalom Feinberg so ustanovili gibanje Nili. Sarah je nadzirala vohunske operacije in oskrbovala britanske agente z informacijami iz zaledja. Ko je bil njen brat Aaron odsoten, je vodila vohunske operacije v Palestini. Nekajkrat je potovala širom po ozemlju imperija in zbirala podatke, ki bi utegnili koristiti Britancem, ter jih ponesla naravnost v Egipt. Leta 1917 jo je Aaron rotil, naj ostane v tistem predelu Egipta, ki je bil pod britansko oblastjo, saj so pričakovali maščevalne akcije otomanske oblasti. Toda Sarah ni poslušala bratovih svaril, temveč se je vrnila v rodni Zikhron Yaakov, da bi nadaljevala z delom v skupini Nili.
Septembra 1917 so Otomani ujeli njenega poštnega goloba s sporočilom za Britance in tako prišli na sled organizaciji Nili. Oktobra so obkolili Zikhron Ya'aqov in aretirali veliko ljudi, tudi Sarah. Po štirih dnevih mučenja se ji je uspelo ustreliti s skrito pištolo, s čimer se je izognila nadaljnjemu mučenju in zaščitila svoje sodelavce.
V svojem zadnjem pismu je izrazila upanje, da bodo dejavnosti skupine Nili prispevale k vzpostavitvi judovske domovine za Jude na ozemlju Izraela.
1. ↑  סיפור חייה
2. ↑  https://pantheon.world/profile/person/Sarah_Aaronsohn